# 梶茂樹
梶茂樹（かじ しげき、1951年 - ）は、日本の言語学者、音声学者、アフリカ地域研究者。京都大学名誉教授。京都産業大学教授。

## 経歴
アフリカ諸語を対象としたフィールドワークの手法の開発、そして言語記述をベースに言語と文化の問題を考察している。また、国語の問題など社会言語学的テーマや、少数言語・危機言語の問題などにも積極的に取り組んでいる。1970年代、80年代は主としてコンゴ（ザイール）、90年代はセネガル、タンザニア、2001年からはウガンダで調査を行っている。日本言語学会会長、京都大学アフリカ地域研究資料センター所長など勤めた。
2023年、新村出賞受賞。

### 略歴
- 香川県出身[3]
- 1969年 香川県立高松高等学校卒業
- 1974年 京都大学文学部卒業
- 1976年 京都大学大学院文学研究科修士課程修了
- 1979年 京都大学大学院文学研究科博士課程単位取得退学
- 1993年 京都大学文学博士
- 1979年 東京外国語大学アジア・アフリカ言語文化研究所助手
- 1987年 同助教授
- 1995年 同教授
- 2004年 京都大学大学院アジア・アフリカ地域研究研究科教授
- 2016年 京都大学名誉教授
- 2016年 京都産業大学共通教育推進機構

## 著書・編著書
- 2010 梶茂樹，小沢剛 共著 『ウガンダ・ノート』，三元社.
- 2009 梶茂樹，砂野幸稔 共編著 『アフリカのことばと社会−多言語状況を生きるということ』，大和プレス.
- 2009 梶茂樹，中島由美，林徹 共編 『事典世界のことば141』，大修館書店.
- 2007 Kaji, S. A Rutooro Vocabulary, アジア・アフリカ基礎語彙集No.50, 東京外国語大学アジア・アフリカ言語文化研究所.
- 2006 梶茂樹，アンドレ・モティンゲア 『リンガラ語２０講』, 平成18年度言語研修テキスト, 東京外国語大学アジア・アフリカ言語文化研究所.
- 2005 梶茂樹，石井溥 共編.『アジア・アフリカにおける多言語状況と生活文化の動態』, 平成13-16年度科学研究費補助金基盤研究(A)報告書, 東京外国語大学アジア・アフリカ言語文化研究所.
- 2005 Kaji, S. Cross-Linguistic Studies of Tonal Phenomena: Historical Development, Tone-Syntax Interface, and Descriptive Studies. 東京外国語大学 アジア・アフリカ言語文化研究所.
- 2004 Kaji, S. A Runyankore Vocabulary, Asian & African Lexicon No.44, 東京外国語大学アジア・アフリカ言語文化研究所.
- 2003 Kaji, S. (ed.) Cross-linguistic Studies of Tonal Phenomena: Historical Development, Phonetics of Tone and Descriptive Studies. Research Institute for Languages and Cultures of Asia and Africa, Tokyo University of Foreign Studies.
- 2003 梶茂樹編著.『地方語と共通語における借用語の動態関係−アフリカとインドネシアの場合−』， 環太平洋の「消滅に瀕した言語」にかんする緊急調査研究事務局.
- 2001 Kaji, S. (ed.) Cross-linguistic Studies of Tonal Phenomena: Tonogenesis, Japanese Accentology, and Other Topics. Research Institute for the Study of Languages and Cultures of Asia and Africa, Tokyo University of Foreign Studies.
- 2000 Kaji, S. A Haya Vocabulary. アジア・アフリカ基礎語彙集No.37, 東京外国語大学アジア・アフリカ言語文化研究所.
- 1999 Kaji, S. (ed.) Cross-linguistic Studies of Tonal Phenomena: Tonogenesis, Typology, and Related Topics, 東京外国語大学アジア・アフリカ言語文化研究所.
- 1998 梶茂樹.『ハヤ語語彙集』（平成10年度言語研修「フィールド・メソッドによるハヤ語研修」報告1）, 東京外国語大学アジア・アフリカ言語文化研究所.
- 1994 梶茂樹.『ウォロフ語入門』（ジャン・レオポルド＝ジュフと共著）, 言語研修テキスト１, 東京外国語大学アジア・アフリカ言語文化研究所.
- 1994 Kaji, S. Vocabulaire Nande. 平成５年度文部省科学研究費補助金一般研究(C)報告書, 東京外国語大学アジア・アフリカ言語文化研究所.
- 1993 梶茂樹.『アフリカをフィールドワークする』, 大修館書店.
- 1992 Kaji, S. Vocabulaire Lingala Classifié. African Languages and Ethnography Vol.2, 東京外国語大学アジア・アフリカ言語文化研究所.
- 1992 梶茂樹.『テンボ語音韻論−その共時態と通時態−』, 京都大学大学院文学研究科提出博士論文, 1992（1993年3月学位受理）.
- 1992 Kaji, S. Vocabulaire Hunde. アジア・アフリカ基礎語彙集No.24, 東京外国語大学アジア・アフリカ言語文化研究所.
- 1991 Kaji, S. Plantes Sauvages et leurs Utilisations chez les Batembo. 平成２年度文部省科学研究費補助金一般研究(C)報告書.
- 1986 Kaji, S. Lexique Tembo I: Tembo-Swahili du Zaire-Japonais-Francais. アジア・アフリカ基礎語彙集No.16, 東京外国語大学アジア・アフリカ言語文化研究所.
- 1985 Kaji, S. Deux Mille Phrases de Swahili tel qu'il se Parle au Zaire. African Languages and Ethnography Vol.19, 東京外国語大学アジア・アフリカ言語文化研究所.
- 1977 梶茂樹.『テンボ語語彙表』, 京都大学教養部社会学研究室.

## 論文
- 2018 "Preface", African Study Monographs Suppl 54: 1.
- 2013 "Multi-language Use and Lingua Franca Use: Two Strategies for Coping with Multilingualism in Africa", African Study Monographs 34(3): 175-183.
- 2013 "Monolingualism via Multilingualism: A Case Study of Language Use in the West Ugandan Town of Hoima", African Study Monographs 34(1): 1-25.
- 2010 "A Comparative Study of Tone of West Ugandan Bantu Languages, with Particular Focus on the Tone Loss in Tooro", Zaspil 53: 99-107.
- 2010 「未知の言語の調査法 ―アフリカの言語の場合」, 『日本語学』Vol.29-12: 58-66.
- 2009 "Tone and syntax in Rutooro, a toneless Bantu language of Western Uganda", Language Sciences Vol.31(2-3): 239-247.
- 2009 「トーロ語における他動詞の自動詞的用法」, 『スワヒリ＆アフリカ研究』　第20号: 165-179, 大阪外国語大学地域文化学科スワヒリ語・アフリカ地域文化研究室.
- 2008 「トーロ語―私のフィールドノートから」, 『月刊言語』, Vol.37(12): 88-93.
- 2008 「適用形―動詞が担う意味役割の多様性」, 『月刊言語』, Vol37(5): 60-65.
- 2007 「トーロ語の地名」, 『生きる場の人類学—土地と自然の認識・実践・表象過程』 （河合香吏編）, 京都大学学術出版会, pp.185-194.
- 2007 「アフリカの言語は易しいか－バンツー系トーロ語の統語構造と声調の係わりにおいて検証する－」, ARENA 2007, 中部大学国際人間学研究所編、pp.44-51.
- 2007 「多様な言語の形成と言語の大分類」, 『新世界地理　アフリカI』（池谷和信、佐藤廉也、武内進一編）, 朝倉書店、2007年4月, pp.68-78.
- 2007 「コンゴ・スワヒリについて、その１：英語からの借用とフランス語からの借用」, 『スワヒリ＆アフリカ研究』　第18号: 64-74, 大阪外国語大学地域文化学科スワヒリ語・アフリカ地域文化研究室.
- 2006 「ハヤ語、アンコーレ語およびトーロ語の声調の比較、特にトーロ語の声調消失に関連して」『言語研究』 129: 161-180.
- 2005 「アフリカの多言語使用―特に東アフリカのSwahili語圏の国語問題を中心に―」, 『アジア・アフリカにおける多言語状況と生活文化の動態』（梶 茂樹・石井 溥編）, 東京外国語大学アジア・アフリカ言語文化研究所, pp.1-14.
- 2005 「フィールドワークで作る辞書」, 『レキシンコンフォーラム』No.1（影山太郎編）, ひつじ書房, pp.1-10.
- 2003 「無文字社会のことばと智恵－アフリカにおける文化の伝承」, 『少数言語をめぐる１０の旅－フィールドワークの最前線から－』（大角 翠編著）, 三省堂, pp.13-35.
- 2003 「ハヤ語，アンコーレ語およびテンボ語における借用語」, 『地方語と共通語における借用語の動態関係－アフリカとインドネシアの場合－』（梶 茂樹編）, 環太平洋の「消滅に瀕した言語」にかんする緊急調査研究事務局, pp.11-40.
- 2002 「アフリカにおける危機言語問題－はたしてクラウス説は当てはまるか－」, Conference Handbook on Endangered Languages, 環太平洋の「消滅に瀕した言語」にかんする緊急調査研究事務局, pp.105-113.
- 2002 「スワヒリ語はなぜザイールにまで広まったのか－その構造から探る－」, 『現代アフリカの社会変動－ことばと文化の動態観察』（宮本正興・松田素二編）, 人文書院, pp.134-149.
- 2002 「ハヤ語とアンコーレ語の声調の比較－名詞編－」, 『北部中央バントゥ諸語の記述・比較研究』（加賀谷良平編）, 平成11-13年度科学研究費補助金（基盤研究(A)(2)）研究成果報告, 東京外国語大学アジア・アフリカ言語文化研究所, pp.42-51.
- 2002 「未知の言語の文法を探り出す手がかり」, 『月刊言語』Vol.31.No.4, 大修館書店, pp.38-43.
- 2002 「現代都市とポピュラー・ミュージック」, 『アフリカの都市的世界』（嶋田義仁・松田素二・和崎春日編）, 世界思想社, pp.217-238.
- 2001 「バンツー諸語の声調－そのタイプ－」, 『音声研究』第5巻1号, p.37-45.
- 2001 「世界の声調・アクセント言語」, 『音声研究』第5巻1号, pp.8-10, 2001.
- 2001 「ハヤ語の母音と声調－『ハヤ語語彙集』に関連して－」, 『アジア・アフリカ文法研究』29号, pp.181-191.
- 2001 「21世紀のアフリカ言語学」, 『アフリカ研究』第57号, 日本アフリカ学会, pp.5-8.
- 2000 "Variabilité du trait voyelle [ATR] en wolof contemporain", in『セネガルにおけるウォロフ語使用の研究』（Y. Sunano ed.）, 平成8-10年度科学研究費補助金（国際学術研究）研究成果報告書, pp.83-156.
- 1999 「ヒトが出す音はこんなにも多彩！」, 『サイアス』1999年8月号, 朝日新聞社, pp.36-39.
- 1999 「スワヒリ語」, 『'99第二外国語をモノにするためのカタログ』, アルク, pp.127-129.
- 1998 「スワヒリ語」, 『世界の言語ガイドブック２』（東京外国語大学語学研究所編）, 三省堂, pp.79-92.
- 1997 "ATR and Wolof Vowels", 『言語研究』第112号, pp.33-65.
- 1997 「テンボ語の親族名称」, 『スワヒリ＆アフリカ研究』第7号, 大阪外国語大学スワヒリ・アフリカ地域文化研究室, pp.53-77.
- 1996 「フィールドワークによるバンツー系諸語の記述・比較言語学的研究」, 『フィールドワークを歩く』（須藤健一編）, 嵯峨野書院, pp.258-265.
- 1996 "The Applicative in Tembo (Bantu J57): A preliminary synthesis", in The dative and related phenomena (K.Matsumura and T Hayasi eds.), Hituzi Syobo, pp.145-164.
- 1996 "Tone Reversal in Tembo (Bantu J.57)", in Journal of African Languages and Linguistics Vol.17-1, pp.1-26.
- 1995 「言語調査法」, 『言語学大辞典 第６巻述語編』（亀井 孝・河野六郎・千野栄一編）, 三省堂 pp.444-449.
- 1995 「テンボ語通時音韻論」, 『アジア・アフリカ言語文化研究』No.48-49, 東京外国語大学アジア・アフリカ言語文化研究所, pp.387-418.
- 1995 "Le Nom Personnel chez les Batembo: Analyse Ethnolinguistique", Bulletin des Seances Vol.41-3, Academie Royale des Sciences d'Outre-Mer, pp.345-362.
- 1995 「名詞の性」, 『月刊言語』Vol.26-4, pp.60-63, 大修館書店.
- 1994 「テンボ語の声調の逆転現象－フンデ語、バンツー祖語と比較して－」, 『言語研究』第105号, pp.54-86.
- 1994 「テンボ語植物名の語源分析」, 『文化の地平線－人類学からの挑戦－』（井上忠司・祖田 修・福井勝義編）, 世界思想社, pp.436-454.
- 1993 「アフリカとことわざ」, 『アフリカ研究－人・ことば・文化－』（赤坂 賢・日野舜也・宮本正興編）, 世界思想社, pp.60-70.
- 1993 「アフリカとフランス語－フランス語圏アフリカに見る多言語使用の実態－」, 『フランス語とはどういう言語か』（大橋保夫他著）, 駿河台出版, pp.313-331.
- 1992 『テンボ語音韻論－その共時態と通時態－』, 京都大学大学院文学研究科提出博士論文, 1992（1993年3月学位受理）.
- 1992 "Particularités Phonologiques en Tembo", in Studies in Cameroonian and Zairean Linguistics (Bantu Linguistics Vol.3), 東京外国語大学アジア・アフリカ言語文化研究所, pp.363-372.
- 1991 「テンボ族の結縄」, 『アジア・アフリカ言語文化研究』No.41, 東京外国語大学アジア・アフリカ言語文化研究所, pp.137-142.
- 1991 「レガ族の知恵の紐」, 『アフリカ研究』第38号, pp.1-15.
- 1990 「モンゴ族の伝達用太鼓について」, 『アジア・アフリカ言語文化研究』, No.40, 東京外国語大学アジア・アフリカ言語文化研究所, pp.133-141.
- 1990 「テンボ語の声調の通時的特性」, 『アジアの諸言語と一般言語学』（崎山 理・佐藤昭裕編）, 三省堂, pp.368-381.
- 1990 「リンガラ語とモンゴ語におけることわざの挨拶」, 『ことば遊びの民族誌』（江口一久編）, 大修館書店, pp.413-425.
- 1989 「テンボ語におけるマインホフの規則の残存物について」, 『アジア・アフリカ言語文化研究』No.37, 東京外国語大学アジア・アフリカ言語文化研究所, pp.1-13.
- 1986 「比較言語学と言語分類－アフリカの場合－」, 海外学術調査公開シンポジウム『アフリカの自然と諸民族－その移動と文化接触をめぐって－』, 海外学術調査総括班, pp.29-46.
- 1985 「テンボ族の人名の言語学的特徴」, 『季刊人類学』第16巻2号, 講談社, pp.72-120.
- 1985 「テンボ語の動詞の活用」, 『アジア・アフリカ言語文化研究』No.29, 東京外国語大学アジア・アフリカ言語文化研究所, pp.91-131.
- 1985 「テンボ族における個人名－言語人類学的考察－」, 『季刊人類学』第 16巻1号, 講談社, pp.47-88.
- 1984 "List Lexicale Tembo: Point de Depart", in Multi-lingualizm and Swahilization in Swahili Speaking Area (Y. Wazaki ed.), 富山大学, pp.149-201.
- 1984 「テンボ語動詞の形態論的構造」, 『アジア・アフリカ言語文化研究』No. 28, 東京外国語大学アジア・アフリカ言語文化研究所, pp.1-47.
- 1984 「テンボ族の言語と民話」, 『アフリカ文化の研究』（伊谷純一郎・米山俊直編）, アカデミア出版, pp.523-543.
- 1983 "Mise au Point de la Traduction de l'Evangile Selon Marc en Tembo, avec l'Equivalent en Swahili du Zaїre", 『アジア・アフリカ言語文化研究』No.26, 東京外国語大学アジア・アフリカ言語文化研究所, pp.84-152.
- 1982 「テンボ語音韻論におけるいくつかの問題点－特に子音交替に関連して－」, 『アジア・アフリカ言語文化研究』No.24, 東京外国語大学アジア・アフリカ言語文化研究所, pp.62-96.
- 1982 "Enquête Préliminaire sur la Phrase Swahili du Zaїre", in Multi-lingualism in Swahili Speaking Area. (Y. Wazaki ed.),　富山大学, pp.75-120.
- 1979 「フランス語におけるヒューマニゼーションについて－文法的性の機能－」, 『人類学方法論の研究』（谷　泰編 ）, 京都大学人文科学研究所, pp.97-133.
- 1978 「Tembo語の名詞のtone」, 『アフリカ研究』第17号, pp.34-57

## プロジェクト
- 科学研究費補助金（基盤研究B）「アフリカ諸語における統語構造と声調」（平成20年度-平成23年度）
- 科学研究費補助金（基盤研究C）「ウガンダ西部のバンツー系諸語の声調の比較研究」（平成17年度-平成19年度）
- 科学研究費補助金（基盤研究A）「アジア・アフリカにおける多言語状況と生活文化の動態」（平成13年度-平成16年度）

## 受賞・学外委員・社会活動等
- 日本学術会議会員
- 日本言語学会会長
- ベルギー王立科学アカデミー会員